# Міріан II
Міріан II (груз. მირიანი) або Мірван (მირვანი) (бл. 90-20 до н. е.) — цар Іберії з 30 до 20 року до н. е. Він повернув династію Фарнавазідів на іберійський престол.
Про Міріана відомо виключно з ранньосередньовічних грузинських літописів, відповідно до яких він був сином Фарнаджома, убитого сином вірменського царя Аршаком з династії Арташесідів. Міріан був відправлений до Ірану, де виховувався при царському дворі. Повернувся до Іберії на чолі з іранською армією, убив онука Аршака Бартома у бою та зайняв престол.